# Río Araxes
El río Araxes (en euskera también conocido como  Errekaundi o Azpirotz) es un río del norte de la península ibérica, un afluente del río Oria que nace en Navarra y desemboca en el Oria en Tolosa, en la provincia de Guipúzcoa, España.

## Curso
El Araxes nace en los montes de Usteluz y Azpíroz, en el valle de Larráun (Navarra). En Navarra atraviesa los siguientes núcleos de población: los pueblos de Azpíroz y Lezaeta que conforman el concejo de Azpíroz-Lezaeta en el valle de Larráun, la villa de Betelu y los pueblos de Arriba y Atallo, que conforman el concejo de Arriba-Atallo en el valle de Araiz. Una vez dentro de Guipúzcoa, el Araxes atraviesa el municipio Lizarza, el barrio de Txarama de Leaburu y los barrios de Usabal y Amaroz de Tolosa, donde se une al río Oria. La carretera N-130 sigue todo el recorrido del río Araxes, prácticamente desde su nacimiento hasta su desembocadura.

## Flora y fauna
El río Araxes en su paso por Guipúzcoa ha formado un valle entre laderas de fuertes pendientes en las que predominan las hayas en bosques de árboles variados. La economía de la zona se basado tradicionalmente en el río, que daba fuerza a las industrias y constituía una vía de comunicación entre Navarra y el País Vasco.
En su recorrido, además de predominar las hayas, se encuentran especies de animales como el martín pescador, el mirlo acuático y el visón europeo, en peligro de extinción.

## Pesca
Este río es importante para el deporte de la pesca por la abundancia de salmón, si bien su pesca está vedada desde el nacimiento hasta su paso por Betelu.